# Anthelia fishelsoni
Anthelia fishelsoni is een zachte koraalsoort uit de familie Xeniidae. De koraalsoort komt uit het geslacht Anthelia. Anthelia fishelsoni werd in 1969 voor het eerst wetenschappelijk beschreven door Verseveldt. 